# Frédéric Dugoujon
Frédéric Dugoujon (Champagne-au-Mont-d'Or, 30 juni 1913 – Champagne-au-Mont-d'Or, 5 augustus 2004) was een Franse verzetsstrijder en politicus.

## Biografie
Dugoujon was ten tijde van de Tweede Wereldoorlog huisarts in Caluire-et-Cuire. Nadat hij eerst praktijk had gehouden in Impasse Verchères, huurde hij vanaf 1941 een pand aan de Place Castellane (tegenwoordig Place Jean-Gouailhardou). Dit pand, waarin ook zijn praktijk was gevestigd, stelde hij ter beschikking aan het verzet. Op 21 juni 1943 werd de bekende verzetsheld Jean Moulin tijdens een verzetsbijeenkomst alhier door de Gestapo gearresteerd. Dokter Dugoujon zelf werd op deze dag ook gearresteerd en opgesloten in de Montluc-gevangenis en vervolgens overgebracht naar de gevangenis van Fresnes. Na zijn vrijlating bleek zijn huis door de Duitsers geplunderd. Met hulp van de inwoners van Caluire-et-Cuire kon hij zijn praktijk na de oorlog weer hervatten. Naast zijn werkzaamheden als huisarts bekleedde hij enkele politieke functies, waaronder die van burgemeester. Zijn huis werd in 2003 omgevormd tot een plek ter nagedachtenis aan het verzet.

## Onderscheidingen
- Médaille de la Résistance française avec rosette (decreet van 31 maart 1947)[1]